# Brenthis interligata
Brenthis interligata är en fjärilsart som beskrevs av Cabeau 1922. Brenthis interligata ingår i släktet Brenthis och familjen praktfjärilar. Inga underarter finns listade i Catalogue of Life.